# Agregación (Friol)
Agregación (llamada oficialmente San Cibrao da Pregación) es una parroquia española del municipio de Friol, en la provincia de Lugo, Galicia.

## Otras denominaciones
La parroquia también es conocida por los nombres de San Cibrao, San Cibrao de Apregación y San Cipriano de Agregación.

## Organización territorial
La parroquia está formada por cuatro entidades de población:
- Fontedelo
- Recarei
- San Cibrao
- Vilar (O Vilar)

## Demografía
| Gráfica de evolución demográfica de Agregación entre 2000 y 2019 |
|                                                                  |
| Datos según el nomenclátor publicado por el INE.                 |